# リッジレーサー スリップストリーム
『リッジレーサー スリップストリーム』(Ridge Racer Slipstream)は、BANDAI NAMCO Entertainment America Inc.よりiOS、Android向けに配信されたレースゲーム。
リッジレーサーシリーズでスマホ向けに配信された二作目。タブレットに対応。
コースやBGMなど『リッジレーサー7』とほとんど同じであるが、『7』と比較するとステージ数の減少、モード数の違い、ステージ風景の違い(コース形状は変わらない)などの違いがある。
現在はサービスが終了しているため各種オンライン機能(タイムアタック含む)、アイテム購入は利用できないもののキャリアモード、アーケードモードはプレイ可能。そのためマシンやパーツの購入はレースのクリアやランクアップで手に入れたものを使うことになる。

## ゲーム性の変更点

### MT操作の廃止
自発的なギアチェンジが出来ずAT車のように自動でギアチェンジが行われる(ギアチェンジ時の加速のもたつきや音はあるためトランスミッション自体は残っている)。ギア数や回転数を表す計器も無く、速度計はデジタル数字で現在速度だけを表すシンプルなものになっている。

### ニトロシステムの変更
通常チャージ、究極チャージ、オートチャージの三種類が存在する。アルティメットチャージ効果は弱化している。ダブルニトロ、トリプルニトロはシングルニトロ発動中にニトロボタンをさらに押すことで追加で発動するように変更された。
- 通常チャージ…車を強化していない状態でも使えるニトロ。ニトロを発動していない時にドリフトするとニトロが溜まる。
- 究極チャージ…ニトロ装置を強化すると選べる新しいタイプのニトロ。ニトロを発動中でも発動してない時でもドリフトするとニトロが溜まる。
- オートチャージ…ニトロ装置を強化すると選べる。時間経過でニトロが溜まり、満タンのニトロタンクが多いほど溜まる速度が速くなる。従来作と比べ効果が大幅に強化されたために有効性が大きく増している。

### 挙動の変化
- ドリフト中に車がコースの進行方向とは逆方向に向こうとしても出来なくなった。このためドリフトで360度回転するようなパフォーマンスも基本的には出来なくなった。
- 慣性ドリフトが起きなくなり、ドリフトするためにアクセルやブレーキを意図的に操作するようになった。ただし、車がジャンプ中に傾くと着地時にドリフトが起こる。
- ニトロ等の加速効果をきっかけに現在の速度が車のスペック上の最高速を超えた場合、加速効果が切れてもアクセルを踏みグリップ走行をしてれば速度が急速に低下せずゆっくりと減速するようになった。この変化はグリップ走行の価値、ドリフトせずにチャージできるオートチャージの有効性が増すなどゲーム性に大きな影響を与えている。
- 車がジャンプした際、あまり高く飛ばず落下も速くすぐに着地するようになった。さらにDCSを装着しているとジャンプ時に加速効果が起こるので軽く壁にぶつかったりドリフトしてジャンプを抑制するメリットが無くなった。

## ゲームモード

### キャリア
クラス04 ~ 01までクラスごとにあるカップを進めていくモード。1クラスごとに使えるマシンは4種ずつ、計16種ある。マシンはゲーム内で貯められるコインで購入できるのが3種と課金アイテムで購入するマシンが、各クラスごとに1つずつある。ニトロやエンジン、色などのカスタマイズもマシン選択画面で行える。最大強化するには有料アイテムが必要となる。レースを1 ~ 3位以内にゴールすると次のステージがアンロックされる。順位によってユーザーの貰える経験値も変動する。

### アーケード
自分の好きな条件を選択してプレイできる。
- レギュラーレース
  - ステージを選択し、クラス04 ~ 01までのマシンの中から選択してレースをする。
- クイックレース
  - ステージ、マシンはランダムに選択してスタートする。
- ノックアウト
  - 4台でレースをし周ごとの最下位がリタイアしていく。

### オンライン
現在は利用できない。
- WIFIレース
  - 同じネットワークにつないでローカル対戦ができる。
- オンラインレース
  - オンライン対戦できる。
- オンライン タイムアタック
  - 自分のタイムを世界中のプレイヤーと競う。

## デイリーボーナス
毎日ログインするとコイン、課金アイテムが貰える。現在は利用できない。

## ステージ
『7』同様反対回りのレースがある。
- SEACREST DISTRICT
- SURFSIDE RESORT
- CROSSBAY TUNNEL
- DOWNTOWN RAVE CITY
- RAVE CITY RIVERFRONT
- MIDTOWN PARKWAY
- ISLAND CIRCLE
- HARBOR LINE 765
- INDUSTRIAL DRIVE
- OLD CENTRAL
- MIST FALLS
- LOST RUINS

## マシン
一部マシンは『3D』や『Vita』から引き継がれている。なお、歴代シリーズに出現したスペシャルマシンは収録されていない。
『ヴィータ』版同様、チューニングが可能。

### CM (コンプリートマシン)仕様
通常仕様として登場している中からピックアップされた特定マシンが大幅な性能強化を受け、エアロパーツや専用塗装をまとったチューニングカーとして登場している。
エアロパーツの変更不可。（ホイール・ボディカラーは変更可能。）

### クラス04 (ルーキー)
- TERRAZI WILD GANG （テラジ ワイルドギャング）
- KAMATA FIARRE （カマタ フィアレー）
- DANVER BAYONET （ダンヴァー ベイオネット）
- AGE SOLO ABEILLE （アージュソロ アベイユ）(CM仕様のみ)

### クラス03 (アマチュア)
- AGE SOLO PROPHETIE （アージュソロ プロフェシー）(CM仕様あり)
- GNADE MAGNIFICO （グナーデ マグニフィコ）
- DANVER HJ6000 （ダンヴァー エイチジェイロクセン）

### クラス02 (プロ)
- ASSOLUTO MOTORS FATALITA （アッソルートモータース ファタリタ） (CM仕様あり)
- SINSEONG MOTORS JUJAK（新星(シンシオン)モータース スザク）
- GNADE ERSTLANZE （グナーデ エルツランゼー）

### クラス01 (マスターズ)
アップデートで追加。エアロパーツ変更不可。
- KAMATA SYNCi （カマタ シンキ）
- KAMATA RC410 （カマタ アールシーヨンイチマル）
- LUCKY WILD EVOLVER （ラッキーワイルド イヴォルヴァー）
- SOLDAT RAUNA （ソルダ ラウナ）

## Game CenterとiCloud
Game Centerでランキングの確認や達成項目の確認ができる。
2017年のアップデートでiCloudを利用したセーブデータの保存に対応。